# Breve periodo
Il breve periodo è, in macroeconomia, una prospettiva temporale (generalmente di pochi anni) all'interno della quale è realistico assumere che il mercato del lavoro non subisca variazioni, e di conseguenza il livello generale dei prezzi si mantenga costante nonostante variazioni della produzione aggregata (Q). La prospettiva di breve periodo è fondamentale per poter utilizzare in maniera realistica il modello IS-LM, all'interno del quale per l'appunto il livello generale dei prezzi non viene assunto come una variabile determinante per l'equilibrio economico. Il capitale (K) è fisso mentre Il lavoro (L) è variabile, da qui possiamo dedurre la funzione Q=f(L). Essendo L variabile la produzione aumenta ma a ritmi decrescenti quindi c'è un richiamo alla teoria di Ricardo dei rendimenti decrescenti.